# Solenopsis orbuloides
Solenopsis orbuloides är en myrart som beskrevs av Andre 1890. Solenopsis orbuloides ingår i släktet eldmyror, och familjen myror. Inga underarter finns listade i Catalogue of Life.